# ATCvetコード QD51
ATCvetコード QD51（鉤爪および蹄の治療用製品）は、獣医学で使用する解剖治療化学分類法（ATCコード）の治療法メイングループによる分類の一つ。世界保健機関が割り当てた英数字のコード体系であり、獣医学における医薬品その他の医療用品の分類を示す。分類コードQD51は解剖学的部位に基づいた分類コードQD（皮膚）の下位分類である。
ATCコードで分類できないものがある場合は、内国レベルの事案に関して、世界保健機関が割り当てていない未使用コードを追加拡張して使用することが可能である。
この分類は、空である。